# BURITORA GOLDEN BEST
『BURITORA GOLDEN BEST』（ブリトラゴールデンベスト）は、ブリーフ&トランクスのベストアルバム。2000年12月6日発売。

## 解説
このアルバム発表後の12月31日にブリーフ&トランクスは解散している。
ダイプロXの倒産、ブリーフ＆トランクス再結成に伴い2014年07月30日、VIVID SOUNDから再発売。その際、アルバム未収録のシングルCD収録曲がボーナストラックとして収録。プロモーションビデオ集収録映像がボーナスDVDとして追加されている。

## 収録曲
1. 青のり（4:23）
2. コンビニ（3:26）
3. ひとりのうた（4:00）
4. さなだ虫（3:17）
5. カテキン（3:23）
6. 外反母趾（3:48）
7. 平成たいやき物語（3:48）
8. 石焼イモ（5:08）
9. ペチャパイ（4:04）
10. ろうそく（3:54）
11. 柔突起（3:28）
12. プチプチ（3:40）
13. 風のとらえかた（3:31）
14. かたくり粉（3:23）
15. ブリトラゴールデンベストメドレー（5:26）
  - 初回盤のみ収録
  - このディスクに収録されている14曲のメドレー
  - 前後に無音トラックが挿入されているため、トラック番号は19となる
    - 復刻版では無音トラックが削除されているためトラック番号は15

## 復刻版追加トラック

### CD
1. スリッパ　※10thシングル『プチプチ〜違うバージョン〜』カップリング曲
2. イメージ　※10thシングル『プチプチ〜違うバージョン〜』カップリング曲

### DVD
1. 青のり
2. さなだ虫
3. コンビニ
4. ひとりのうた
5. 石焼イモ
6. プチプチ~違うバージョン~
7. ペチャパイ
8. BURI BURI BURITORA BURI MANBO!